# Erhvervsvidenskabelig Afgangseksamen
 For alternative betydninger, se HA.
Erhvervsvidenskabelig Afgangseksamen (tidligere kaldet Handelsvidenskabelig Afgangseksamen og forkortes HA) er en 3-årig videnskabelig bacheloruddannelse i erhvervsøkonomi. Efter gennemførsel af studiet kan man benytte titlen civiløkonom.
Uddannelsen kan læses på Aarhus Universitet, Copenhagen Business School, Roskilde Universitet, Syddansk Universitet, eller Aalborg Universitet. Opbygningen og fagindholdet af studiet varierer dog efter, hvor uddannelsen tages. Kandidatoverbygningen til HA-uddannelsen er en 2-årig cand.merc.-uddannelse. Efter gennemførsel af overbygningen kan man benytte titlen civiløkonom, evt. efterfulgt af specialiseringsstudiet. Herefter er der mulighed for bygge videre på uddannelsen fx med en ph.d.
Den engelske betegnelse for HA-uddannelsen er Bachelor of Science in Economics and Business Administration (BSc EBA).

## Typiske jobmuligheder
Der er mange der videreuddanner sig til  revisor efter HA, men uddannelsen giver mange muligheder efterfølgende. Man ser typisk HA'ere ende op i direktør-, konsulent-, banking-, og lignende jobs.

## Kombinationsuddannelser
Det er også muligt at læse HA som en kombinationsuddannelse med et andet fag foruden den mest almindelige HA(almen.). Der findes et bredt udbud af HA-kombinationsuddannelser.
- HA(fil.) – erhvervsøkonomi og filosofi
- HA(it) – erhvervsøkonomi og it (tidligere HA(dat.) – erhvervsøkonomi og datalogi)
- HA pro. - erhvervsøkonomi og projektledelse
- HA(jur.) – erhvervsøkonomi og jura
- HA(kom.) – erhvervsøkonomi og virksomhedskommunikation
- HA(mat.) – erhvervsøkonomi og matematik
- HA(psyk.) – erhvervsøkonomi og psykologi
- HA(pol.) – international erhvervsøkonomi og politik (eng., BSc in International Business & Politics)(ofte kendt som IBP)
- HA(bær.) – erhvervsøkonomi og bæredygtighed
- HA(etik) – erhvervsøkonomi med etik og ledelse
- HA(int.) – international erhvervsøkonomi
- HA EB - erhvervsøkonomi i europæisk business